# 제18회 서울 국제 만화 애니메이션 페스티벌
제18회 서울 국제 만화 애니메이션 페스티벌은 2014년 7월 22일에 열린 시상식이다.

## 수상 및 후보

### 장편 - 그랑프리
- 소년, 세상을 만나다 - 알레 아브레우 수상

### 장편 - 심사위원 특별상
- 아내의 유혹 - 빌 플림튼 수상

### 일반단편 - 그랑프리
- 여인의 편지 - 아우구스토 자노벨로 수상

### 일반단편 - 심사위원 특별상
- 지네와 두꺼비 - 안나 멜레브스카야 수상

### 일반단편 - 관객상
- 코다 - 앨런 홀리 수상

### 일반단편 - 주목할 작품
- 촉감 - 쟝-찰스 엠보띠 마로로 수상

### 학생단편 - 그랑프리
- 신화와 동화가 만났을 때 - 알렉산드라 헤트메로바 수상

### 학생단편 - 우수상
- 육아는 힘들어 - 카리 피에스카 수상
- 연애놀이 - 정유미 수상

### 학생단편 - 심사위원 특별상
- 가판대 - 아넷트 멜리스 수상

### 특별경쟁 - 주목할 작품
- 메기는 바다로 돌아간다 - 이와세 카오리 수상

### 시카프 키드 부문 - 우수상
- 까다로운 생쥐 - 세르게이 스트루소브스키 수상

### 시카프 키드 부문 - 관객상
- 핀과 제이크의 어드벤처 타임 '푸호이' - 펜들튼 워드 수상

### 시카프 쇼케이스 - 주목할 작품
- 꿈의 나라 - 세리 멜니첸코 수상

### 네이버 네티즌 초이스
- 에드워드 - 변수영 수상

### TV & 커미션드 - 우수상
- 콘텐티 - 이브 구잘 수상

### 경쟁단편부문
- 아내의 유혹 - 빌 플림튼
- 행복의 기술 - 알레산드로 락
- 소년, 세상을 만나다 - 알레 아브레우
- 우리별 일호와 얼룩소 - 장형윤
- 꿈틀이 - 파올로 콘티

### 경쟁학생부문
- 아보보 - 아니타 크비아트코프스카나빅
- 내 마음대로 - 김채현 외 1명
- 탕 속에서 - 토멕 듀키
- 아름다움 - 리노 스테파노 타글리아피에로
- 엄마때문에 - 안토아네타 체트라필로바
- 새 꿈 - 차이 미
- 볼레스 - 스펠라 카데즈
- 카니스 - 마크 리바 외 1명
- 코다 - 앨런 홀리
- 춤에 흠뻑 - 휴고 시에르즈니악
- 노래 - 이네스 세단
- 넝마 - 소니아 제르보
- 아버지 - 산티아고 보우 그라쏘
- 모델 - 로사나 우르베스
- 히포포타미 - 피오트르 듀말라
- 나는 총알이다 - 홍대영
- 상상 - 캐서린 체픽
- 이삭 - 페데리코 토껠라
- 연애놀이 - 정유미
- 남자가 여자를 만나다 - 드미트리 겔러
- 행복길 사람들 - 신인성
- 해충 - 브루노 맨교쿠 외 1명
- 플루토 3000 - 파블로 토네토
- 토끼 공화국 - 니콜라 마이다크 주니어
- 두 눈에 비 - 리타 바술토
- 아프지않아 - 김보영
- 회색의 그늘 - 알렉산드라 아베리야노바
- 말 더듬이 - 지에 센
- 계속 변화 중 - 바바라 말비유 외 1명
- 수퍼비너스 - 프레데릭 도아잔
- 안데스 - 호아킨 코치나 외 1명
- 지네와 두꺼비 - 안나 멜레브스카야
- 예물 - 조시에
- 촉감 - 쟝-찰스 엠보띠 마로로
- 당신을 통해 - 루세트 브라운
- 통나무 - 닐스 헤딩어
- 까마귀가 우는 동안 - 수키카라 마키코 외 1명
- 여인의 편지 - 아우구스토 자노벨로

### 경쟁단편 - 일반부문
- 00:08 - 쿠보 유타로
- 바람을 가르는 - 홍준표
- 동물 - 로라 포글리노 외 5명
- 아티스트-110 - 오서로
- 별주부 - 김석원
- 카페 바벨 - 다프나 벤 아미 외 2명
- 균열 - 안용해
- 혼잡한 웅덩이 - 오노하나
- 녹색지대 - 찰리 뉴젝우 외 4명
- 반쪽여자친구 - 니콜라스 드 레발 헤지에르스키
- 하이 울 - 모리츠 무글러 외 1명
- 홈 스윗 홈 - 장나리
- 집의 인생 - 피에르 클레넷 외 3명
- 아이돌 - 발렌티나 로 두까
- 금방 올게 - 알리 숄라 외 2명
- 징키 젠킨스 럭키 루 - 미쉘 권 외 1명
- 각본가 - 브로토 파니 외 4명
- 짐 - 로버트 모레노 외 1명
- 젖니 - 줄리 샤레트
- 컵 속의 젖소 - 쭈 얀통
- 신화와 동화가 만났을 때 - 알렉산드라 헤트메로바
- 내 방 안의 나나 - 고영초
- 나비 - 이여원
- 육아는 힘들어 - 카리 피에스카
- 아빠 - 나탈리 라발
- 푸쉬 오프 - 사연동
- 토끼와 사슴 - 피터 바츠
- 반사된 내 모습 - 알론 지브 외 1명
- 스트레인지 원더풀 - 스테파니 스와트
- 가판대 - 아넷트 멜리스
- 셜리 템플 - 다니엘라 쉬러
- 가시망토를 쓴 소년 - 이예찬 외 1명
- 에드가에게 - 에바 우츠코프
- 나무 - 쿠엔틴 페흐상 외 4명
- 트레오 피스커 - 루시 델보 외 4명
- 손톱 - 데이비드 브로너 외 4명
- 율리시스 - 휴고 보두키아 메이랑 외 3명
- 메기는 바다로 돌아간다 - 이와세 카오리
- 웨딩 케이크 - 비올라 바이어
- 용서 못해 - 라우라 플라이슈만 외 4명

### 경쟁 시카프 쇼케이스 부문
- 깡통 - 타티아나 키셀리바
- 핀과 제이크의 어드벤처 타임 '푸호이' - 펜들튼 워드
- 아코의 여행 - 김소연
- 아나톨의 작은 냄비 - 에릭 몬차우드
- 벤 10 옴니버스 23화 - 매트 영버그
- 검은 흙 - 스테판 코발
- 데자무 - 슈테판 뮐러
- 거대한 드워프 - 파비엔 지젠다너
- 지젤과 버니 - 셰즈니에 샤흘렌느
- 그라미의 서커스 쇼 - 신창환
- 키위 - 이사벨 듀발
- 양들 - 고트프리트 멘토
- 미니 닌자스 - 장 듀발
- 미리암의 연 - 리호 운트
- 내 안의 무냐 - 마샤 할버스타드
- 꼬꼬 조각보 - 안길라 스테픈
- 까다로운 생쥐 - 세르게이 스트루소브스키
- 피피, 푸푸와 로즈마리와 마술 피리 - 엔조 달로
- 플랑크톤의 침입 - 완전 차단 작전 - 조에리 크리스티앙
- 코뿔소 락 - 베레나 펠스
- 수퍼봇-말썽쟁이 돋보기 - 파블로 알베르토 디아즈 외 1명
- 용감한 선장 - 카트리나 매더스 외 1명
- 위대한 화가 - 아이나 야르비네 외 1명
- 포토그래퍼 - 슈 륭-카이
- 당근의 향기 - 아르노 드뮝크 외 1명
- 티니와일드-수학놀이 - 황철
- 잭과팡 – 달 여행 - 지리 도레브

### 경쟁커미션드부문
- 낯선 무리 - 다비드 리오스
- 알로에 - 시몬 이젤랑
- 구어 구워 (인디애니페스트2013 트레일러) - 김진만
- 붐바와 툼바 - 최종일 외 1명
- 딸깍! 텔레비전 현상 - 미칼 자브카
- 콘텐티 - 이브 구잘
- 프라이탁 성탄절 영화 - 이브 구잘
- 갤럭시 키즈 파일럿 - 김탁훈
- 미쳤어 - 수레쉬 에리얏
- 하우로우 심파시 - 토모요시 조코 외 1명
- 친구가 아니야 - 지에 루
- 노치오라타 비르가레 광고 - 캐리어 레가지 마시모 외 2명
- 원 러브 - 나인완
- 우리의 빛 - 노에미 마르실리 외 1명
- 린카쿠 - 쿠로사카 케이타
- 로터리 클럽 - 소아마비 - 수레쉬 에리얏
- 파국 - 디아나 반 호튼
- 거지 - 골라미 모하메드 레자
- 꿈의 나라 - 세리 멜니첸코
- 악마 성지로 가다 - 리카르도 웨더샤임
- 사탕 아님 속임수? - 토드 헴커
- 베일드 - 장윤정
- 꽃돼지 - 안재정

### 시카프 패밀리
- 상상속의 칠레 - 클라우디오 디아즈
- 핀차케, 남아메리카맥 이야기 - 까롤린 라리비에르
- 메멘토 모리 - 다니엘라 웨일레이스
- 기억 되감기 - 마키나 데 아노란자스 외 1명
- 주인의 목소리 카베이라오 - 길레르모 마르콘데스
- 옛날 이야기 - 니콜라스, 치유자의 아들 - 카를로스 에두아르도 스미스 로비라 외 1명
- 세상에 - 마카도스 메 모르담 외 2명
- 루시아 - 크리스토발 레온 외 2명
- 선 표시 - 아미르 아드모니
- 에드 - 가브리엘 가르시아
- 호랑이 - 길레르모 마르콘데스
- 탄생 - 알레 아브레우
- 삼바타운 - 카를로스 에두아르도 피녜이루 데 마케도
- 머나먼 서쪽 - 진짜 서부극 - 웨슬리 호드리게스
- 카페카 - 나탈리아 크리스틴
- 건초염 - 주앙 안젤리니
- 춤추는 그래피티 - 로드리고 에바
- 지리귀둠 - 가브리엘 프레조토
- 빨간 불 - 메톤 조필리
- 푸리코와 피오포 - 페르난도 밀러
- 라이트, 아니마, 액션! - 에두아르도 칼베
- 피시토, 떠나다. - 소냐 켄델
- 조심, 문 열림 - 아나스타샤 주라블레바
- 회색 수염의 사자 - 안드레이 크르자노프스키
- 알렉산더 타타르스키 - 거대함을 껴안는 법 - 나탈리아 루키뉘크
- 붉은 문 라쇼몽 - 알렉산더 타타르스키 외 1명
- 리프트-1 - 알렉산더 타타르스키 외 6명
- 천재의 정신 - 표도르 키트룩과 그의 작품들 - 오토 앨더

### 시카프 초이스
- 컵 속의 젖소 - 쭈 얀통 수상
- 예물 - 조시에
- 혼잡한 웅덩이 - 오노하나
- 별주부 - 김석원
- 연애놀이 - 정유미
- 00:08 - 쿠보 유타로
- 균열 - 안용해
- 가시망토를 쓴 소년 - 이예찬 외 1명
- 내 방 안의 나나 - 고영초
- 푸쉬 오프 - 사연동
- 홈 스윗 홈 - 장나리
- 바람을 가르는 - 홍준표
- 나는 총알이다 - 홍대영
- 새 꿈 - 차이 미
- 아티스트-110 - 오서로
- 까마귀가 우는 동안 - 수키카라 마키코 외 1명
- 메기는 바다로 돌아간다 - 이와세 카오리
- 행복길 사람들 - 신인성
- 아프지않아 - 김보영
- 내 마음대로 - 김채현 외 1
- 말 더듬이 - 지에 센

### 시카프 온라인
- 엄마 미안해요 - 염동철 수상
- 만리장성 옆 작은 연못 - 드미트리 겔러
- 텅빈 마음 - 로베르토 카타니
- 결국 - 보그나 코발츠크
- 항문적고통 - 가부키 사와코
- 검은 섬 - 니노 크리슈텐
- 구멍 - 톰 쿠리스 외 1명
- 코바늘 누와르 - 제시카 해리스
- 아빠의 연약한 인형 - 알리 자레 가나트노위
- 디스크조각모음 - 황보새별
- 에밀 - 마틴 슈미트
- 페이딩 노트 - 하니 돔브
- 내 마음 둥둥 - 엘렌 르후
- 벌레 - 시 밍 후앙 외 1명
- 어젯밤에 연희가 날 더듬은 것 같은데 - 박혜민
- 사기꾼 - 엘리 샤퓌
- 랜드 - 히라오카 마사노부
- 마릴린 밀러 - 마이키 플리즈
- 미튜브: 오거스트 하바네라를 부르다 - 다니엘 모쉘
- 나의 분신 - 칼뱅 앙트완 블랑딘
- 벙어리 - 욥 로게빈 외 2명
- 나나, 니니, 나오 - 콘스탄틴 브릴리안토프
- 비유클리드 기하학 - 스키르만타 자카이테 외 1명
- 샌디 - 조셉 만
- 에스프리 - 다비 뒤항
- 씨름 - 곽기혁
- 댐 지기 - 로버트 콘도 외 1명
- 산사나무 사이로 - 젬마 버딧 외 2명
- 당신의 마음에 - 에바 보르세비치
- 엑스 - 맥스 해틀러
- 지오바니의 섬 - 니시쿠보 미즈호
- 날으는 돼지 - 해적 마테오 - 송근식
- 아프리카 아프리카 - 한태호
- 점박이와 얼룩이 - 로타 게펜블라드 외 1명
- 살구 - 로타 게펜블라드 외 1명
- 애스턴의 돌 - 로타 게펜블라드 외 1명

### 인물 포커스
- 아프가니스탄 인형 - 모하마드 아베디안
- 방과 후 - 샤오 준이
- 호숫가에서 - 칼 루센스 외 1명
- 에드워드 - 변수영
- 에그! - 구한얼
- 비나이다 - 시모네 잠파올로 외 2명
- 콩콩나의 우주 모험 - 소 신위 외 1명
- 인생은 짧다 - 루카 부칫
- 메멘토 모리 - 다니엘라 웨일레이스
- 나의 작은 구름 - 밀키 왕
- 새하늘 새땅 - 텅 지아신
- 사진 - 마샬라 모하마디
- 똥은 화장실에서 - 수레쉬 에리얏
- 내 날개의 색 - 미겔 아나야 보르하
- 잃어버린 조각 - 황 위팅
- 언톨드 언씬 - 람호탁
- 크리스마스를 맞이하며 - 젠스 브랭크 외 1명

### 월드 포커스
- 표식 - 위톨드 기에르츠
- 죽음의 무도 - 마우고자타 르자넥
- 당신의 마음에 - 에바 보르세비치
- 아보보 - 아니타 크비아트코프스카나빅
- 키네팍투라 - 마르신 기즈츠키
- 건널목 지기 - 피오트르 슈체파노비치
- 종이 상자 - 즈비그뉴 챠플라
- 슬리핀코드 - 마르타 파제크
- 아가씨 - 미할 소차
- 인사이드 아웃 - 안드레 요프치크
- 리틀 블랙 스퀘어 - 토마시 시윈스키
- 여인의 노래 - 비올라 소바
- 시퀀스 - 로베르트 소바
- 도쿠마니모 - 말고르자타 보세크
- 아침식사 - 이자벨라 프루신스카
- 진노의 날 - 요안나 야신카-코론키에비치
- 물고기 - 마렉 스크로벡키
- 주프락시스코프 - 이에로님 뉴먼
- 프로페셔널 - 마렉 세라핀스키
- 애프터 애플 - 마르타 파제크
- 타락한 예술 - 토멕 바긴스키
- 불행히도 - 마리우스 빌친스키
- 대성당 - 토멕 바긴스키
- 데스 투 파이브 - 마리우스 빌친스키
- 신사의 로맨스 - 토마즈 코작
- 조율 - 예지 쿠치아
- 마스크 - 피오트르 카와스
- 카르멘 토레로 - 알렉산드라 코레우
- 프란츠 카프카 - 피오트르 듀말라
- 농부의 노래 - 예지 칼리나
- 탱고 - 즈비뉴 립친스키
- 리플렉션 - 예지 쿠치아
- 연회 - 조피아 오라체브스카
- 길 - 밀로슬라브 키요비치
- 점호 - 리샤르트 체칼라
- 취미 - 다니엘 세슈라
- 숫자세상 - 스테판 슈하벤베츠크
- 적과 흑 - 위톨드 기에르츠
- 미로 - 얀 레니차
- 집 - 얀 레니차 외 1명

### 오픈 프레임
- 범범, 어부의 아이 - 이반 막시모프
- 바라던 방향으로 긴 다리 - 이반 막시모프
- 아웃 오브 플레이 - 이반 막시모프
- 파도는 흔들흔들 - 이반 막시모프
- 코의 또 다른 기능 - 이반 막시모프
- 하늘에서 비가 내려 - 이반 막시모프
- 토넬라게 - 이반 막시모프
- 해변 따라 부는 바람 - 이반 막시모프
- 느려터진 식당 - 이반 막시모프
- 지방 학교 - 이반 막시모프
- 5/4 - 이반 막시모프
- 왼쪽에서 오른쪽으로 - 이반 막시모프
- 볼레로 - 이반 막시모프
- 무스타파 알라산, 황무지의 마법사 - 마리아 실비아 바쫄리 외 1명

### 영화제 공식초청프로그램
- 엔리케 세상을 파괴하다 - 데이빗 차이
- 피의 길 - 에릭 파워업
- 에어캡 속 환타지 - 아서 멧카프
- 파워플레이 - 세이프 섹스 - 그렉 로슨
- 민달팽이의 침략 - 모튼 헬겔랜드
- 씨앗 - 조니 켈리
- 국경선 - 더스틴 리스
- 우리 속 개 이야기 2 - 마이크 살바
- 사고뭉치 개구리 - 크리스토퍼 콘포르티
- 리틀 쿠엔틴 - 알베르트 호프트 외 1명
- 레드셔츠 드림 - 리치 모이어
- 프행키 룰즈!!! - 산 차로엔치아이
- 우리 속 개 이야기 1 - 마이크 살바
- 트릭 오어 트릿 - 션 칼리건
- 레드셔츠 랜딩 파티 - 리치 모이어
- 빈스 - 알비세 아바티
- 푸시캣 - 나가오 타케나
- 어리석게 죽는 방법 - 존 메스콜
- 호빗 : 스마우그의 폐허 - 피터 잭슨
- 프랑스인 - 부아예 모리간 외 4명
- 사이버펑크 2077 - 토멕 바긴스키
- 로스트 센스 - 마르신 바실레프스키
- 퍼펙트 쉐도우 - 마티유 제라드
- 왕과 전사 - 미하이 윌슨 외 1명
- 포츈 엘리펀트 드림 - 올리브 루이
- 투레이다의 장미 - 라이언 그로빈스
- 헤일로4 - 더 커미셔닝 - 니콜라 퓰시
- 오필리아 - 러브&프라이버시_셋팅 - 빈한 토
- 벳샨 - 줄리엔 솔러 외 5명
- Midea - 덩 보홍
- 낫 오버 - 하야이 토루
- 월드 오브 워크래프트 - 판다리아의 안개 - 마크 메신저
- 썰매타기 - 존 페팅일
- ZOMBIU - Andy's
- 소라게 - 니콜라스 루 외 4명
- 장례식장 피냐타 - Jacob TUCK
- 아이언맨 3 - 셰인 블랙
- 하루 - 조엘 코르시아
- Toyota Prius - Hum - Sam MASON 외 1명
- 롤링 사파리 - 키라 부쇼 외 2명
- 원더 - 미즈에 미라이
- 신들의 이야기 - 야마무라 코지
- 메이즈 킹 - 김학현
- 육체남녀 - 가부키 사와코
- 변종 - 와다 아츠시
- 생명의 소리 - 이마바야시 유카
- 야마스키 야마자키 - 야마자키 시시
- 가마쿠라 - 요리코 미즈시리
- 킥-하트 - 유아사 마사아키
- 위 윌리 윙키 - 사카모토 유스케
- 에어리 미 - 쿠노 요코
- 요코소보쿠데스 셀렉션 - 히메다 마나부
- 1000 플래토스 (2004-2014) - 스티븐 울로센
- 2주 - 2분 - 주디스 포리에
- 리사이클 - 레이 레이
- 연금술사 - 토마스 스텔마흐 외 1명
- 트립티크 - 삐에르 M. 트루도
- 바코드 III.0 - 아드리안 록만
- 수미 드림즈 - 베시 콥마
- 무의식의 세계 - 장 드퇴유
- 검은 직사각형 - 라이언 버멧
- 대중심리학 - 27번 시냅스의 메시지 - 폴 플레처
- 코우코우 - 오하시 타카시
- 새 똥 - 케일럽 우드
- 연필 테스트 - 데이비드 에리히
- 달팽이 흔적 - 필립 아투스
- 공감각 - 미셸 가네

### 온라인 & 커미션드부문
- 인테리어 - 사브리나 슈미트
- 컬러메트리 인 모션 - 니콜라스 메나드
- 뮤직 박스 - 스튜어트 파운드
- 우연 2 - 사브리나 슈미트
- 랜드 - 히라오카 마사노부
- 엑스 - 맥스 해틀러
- 미안하다 사랑한다 - 안재훈 외 1명
- 태양 소년과 이슬 소녀 - 이시다 히로야스
- 사진관 - 나카무라 타카시
- 도론코론 - 이토 유이치
- 블루 아이즈 - 항구이야기 - 이토 유이치
- 요코하마 이야기 - 이토 유이치
- 항구 이야기 - 이토 유이치